# Philippe Garot
Philippe Garot (Verviers, 30 novembre 1948 – Waremme, 11 luglio 2023) è stato un calciatore e allenatore di calcio belga.

## Carriera
Philippe Garot iniziò la sua carriera all'RCS Verviers per poi passare nel Daring de Molenbeek, che si fuse nel 1973 col Racing White diventando quindi Racing White Daring de Molenbeek (RWDM). Con questa nuova formazione fece il suo debutto nella massima divisione.
Disputò poi sei stagioni, tra il 1974 e il 1980, allo Standard Liegi, giocando più di 200 partite.
Nel 1980 passò al KSK Beveren, squadra con cui vinse un campionato belga.
Fece parte della nazionale belga, disputando solo due incontri senza realizzare reti.
Nel 1984 Philippe Garot tornò all'RWDM dove concluse la sua carriera di calciatore e iniziò quella di allenatore.
Garot è morto l'11 luglio 2023 all'età di 74 anni.

## Palmarès

### Calciatore
- Coppa del Belgio: 1

Beveren: 1982-1983
- Campionato belga: 1

Beveren: 1983-1984